# サイボウズLive
サイボウズLiveは、サイボウズ株式会社が提供した、ウェブアプリケーションベースの無料グループウェアサービス。個人や小規模チームの利用を想定したグループスペースを複数作成して管理する。
従来は企業内に限定されていたグループウェア利用を企業間からプライベートへ拡大して利用用途の多様化に寄与している。2010年から無料招待制でβサービスを開始し、2010年10月から自由登録制の正式サービスを公開した。ビジネスモデルは一定の人数以上で課金されるアップセル型フリーミアムを採用している。

## 沿革
- 2009年11月26日に招待制でサービスをβ公開。
- 2010年10月25日に自由登録制で正式公開[2]。
- 2011年7月19日にiPhoneアプリケーション「サイボウズLive for iPhone」を公開。
- 2012年1月23日にAndroidアプリケーション「サイボウズLive for Android」を公開[3]。
- 2014年2月26日にチャット機能[4]、ごみ箱機能、ログインロック、アンケート結果のCSV出力、緊急連絡の通知先設定などの機能を追加[5]。
- 2017年10月24日にサービス終了を告知[1]。
- 2019年4月15日にサービスを終了。

## 無料ユーザーの制限
1グループにつき、参加メンバーが300名、ファイル保存容量は1GB。グループの作成可能数に制限はない。
有料サービスは2011年度中に開始を予定したが、延期した。2012年11月に無料利用の範囲を20名500MBから200名1GBに拡大した。
Yahoo!グループ サービスが終了し、ユーザーの要望に応えて2013年12月19日に無料利用範囲を300人に拡大した。

## 利用状況
地域医療などIT化が進捗しない領域で利用が活発である。
- 2011年4月12日に登録ユーザー数が10万人。
- 2012年8月7日に登録ユーザー数が30万人。
- 2013年1月4日に登録ユーザー数が40万人。
- 2013年5月9日に登録ユーザー数が50万人[10]。
- 2014年10月15日に登録ユーザー数が100万人[11]。

## 関連書籍
- できるポケット＋ サイボウズLive （できるポケット+）
  - 著 - 加山 恵美、エディポック、できるシリーズ編集部 / ISBN 978-4-84-433030-1 / 2011年6月10日発売